# 4928 Vermeer
4928 Vermeer eller 1982 UG7 är en asteroid i huvudbältet som upptäcktes den 21 oktober 1982 av den rysk-sovjetiska astronomen Ljudmila Karatjkina vid Krims astrofysiska observatorium på Krim. Den är uppkallad efter den nederländske målaren Johannes Vermeer.
Asteroiden har en diameter på ungefär fyra kilometer.